# 电子艺术大奖
电子艺术大奖（Prix Ars Electronica）是一项電子互動藝術、计算机动画、计算机文化和音乐的年度大奖。该奖于1987年创立，由奥地利电子艺术中心颁发。
电子艺术大奖共分为三个级别的奖项：金尼卡奖（Golden Nica）、优异奖（Distinction）和荣誉奖（Honourary Mentions）。2004年该奖共分为六个组别：“电脑动画／视觉效果”、“电子音乐”、“互動藝術”、“網路願景”、“电子社群”和“19岁以下”组别。2004年，维基百科获得了新设立的“电子社群”组别最高奖——金尼卡奖。

2020年，香港抗爭者就逃犯條例修訂草案引發的一連串示威運動由駐日藝術家蕭子文及策展人鄺佳玲以《Be Water by Hong Kongers》為主題，介紹香港抗爭者如何利用不同的數碼媒體，如網上討論區、網上聯署及眾籌等多樣的活動進行持續抗爭，並獲得本年度電子社群類別的最高獎——金尼卡奖。這也是該獎項成立以來，首次由不具名的公民，而非個別的藝術家或團體獲得獎項。
| Ars Electronica  | Twitter的logo，一个风格化的小蓝鸟 |
| @Ars Electronica | Twitter的logo，一个风格化的小蓝鸟 |

英語：
首次由無名的公民獲得金尼卡獎
2020-06-16
2020年，台灣新媒體藝術家黃心健以VR作品《失身記》，榮獲該年榮譽獎項(Honorary Mention)，作品內容以台灣本土歷史為文本，講述戒嚴時期軍政府的高壓統治、外來殖民文化與本土記憶的交融，透過VR裝置的引導，《失身記》使觀者置身一位政治犯死後出竅的逃逸靈魂，在農曆七月鬼門開之時，擺脫了痛苦的肉身與牢獄的束縛，尋覓一條回家的路。